# Smarowanie graniczne
Smarowanie graniczne zmniejsza współczynnik tarcia, zużycie i przeciwdziała zatarciu współpracujących elementów węzła tarciowego. Polega na wytworzeniu warstwy granicznej, głównie w wyniku adsorpcji (chemisorpcji) na danym podłożu, trwale oddzielającej trące elementy.